# Nguyễn Thị Kiêm
 (décembre 2017).
Nguyễn Thị Kiêm, né à Gò Công le 3 janvier 1914 et morte à Paris le 26 janvier 2005, est une poétesse cochinchinoise.

## Biographie
Née en 1914 à Gò Công, province limitrophe de Saïgon, Nguyễn Thị Kiêm (chinois : 阮氏兼) est représentative d'une génération plus jeune, entièrement formée à l'école moderne franco-cochinchinoise et aussi plus résolument moderniste. D'abord enseignante au collège des Jeunes filles indigènes de Saïgon où elle avait été auparavant élève, elle collabore à différents périodiques, mais surtout à Phụ Nữ tân văn dès l'âge de 18 ans. La collaboration est facilitée car le couple fondateur de ce périodique, les Nguyễn Đức Nhuận[Qui ?], sont des amis de longue date.
Nguyễn Thị Kiêm, qui choisit comme nom de plume Nguyễn Thị Manh Manh (阮氏萌萌), s'essaie à de multiples types d'articles. Parmi les initiateurs de la poésie nouvelle, elle est certainement[Interprétation personnelle ?] celle qui la défend avec la plus grande vigueur, bien moins poussée par l'inspiration poétique que par un choix résolu du modernisme et de la libre expression du cœur. C'est d'abord sur les colonnes de Phụ Nữ tân văn qu'elle mène sa campagne en faveur de la poésie nouvelle en 1933. À peu près au même moment, elle sait se servir de sa profession journaliste pour appeler à la création d'une amicale des anciennes élèves des Tuniques violettes, en rivalisant avec l'amicale des anciens du lycée de garçons Chasseloup Laubat, créé auparavant car c'est le plus ancien lycée de Saïgon. Nguyễn Thị Kiêm est élue secrétaire de cette amicale. Sous différents noms de plume (Nguyễn Thị Kiêm, Nguyễn Thị Manh Manh, Manh Manh, Nguyễn Văn Myn, Myn, Lệ Thủy, , etc.) la journaliste apporte régulièrement sa contribution sous forme d'écrits littéraires (poèmes, récits de voyage, lettres à des amies réelles ou fictives, cochinchinoises et étrangères...), mais excelle[réf. nécessaire] surtout dans des genres plus journalistiques comme des interviews, reportages, enquêtes, critiques dramatiques, musicales, sportives, , etc. Phụ Nữ tân văn a également publié le texte de toutes ses conférences et interventions publiques.
Dans un article intitulé « Un interview à minuit », elle a raconté comment elle avait attendu Maurice Dekobra, écrivain français de passage à Saïgon, de six heures de l'après-midi jusqu'à minuit pour l'interviewer. C'est, dit-elle, pour « rivaliser d'entêtement professionnel » avec un collègue qu'elle s'aventure à attendre. Les échanges ont lieu entre minuit et une heure du matin entre Kiêm, son collègue cochinchinoise, Maurice Dekobra et une écrivaine française désignée par les initiales D.L.
Dans le numéro 234 de Phụ Nữ tân văn, commence une série d'interviews de femmes. Le chapeau de la rédaction rappelle que dès sa parution, Phụ Nữ tân văn a mené une enquête pour recueillir les avis des hommes célèbres sur les questions féminines. Les articles de cette série ont été bien appréciés, mais on[Qui ?] se demande pourquoi les femmes n'étaient pas sollicitées. Le périodique avoue : « À l'époque nous n'avons pas encore de journaliste-femme, or nos femmes sont très réticentes à répondre aux hommes ». L'enquête reprend donc en 1934 avec Nguyễn Thị Kiêm comme interviewer et se propose, selon Phụ Nữ tân văn, « d'interroger successivement les femmes de toutes catégories sociales, afin de recueillir les avis des femmes célèbres comme de celles des couches populaires. L'enquête ne saurait recouvrir toutes les questions féminines, mais ne se limiterait pas à un seul thème, car nos sœurs n'aimeraient pas non plus en dire trop à propos d'une seule question. Les avis seront simplement notés sans commentaires ni proposition de solution. Notre journaliste conclura à la fin de la série ».